# Ту-91
Туполев Ту-91 (условно наименование на НАТО: „Boot“) е съветски бомбардировач. Конструиран е само един прототип и след смъртта на Сталин проекта е отказан.
Сталин иска агресивна военноморска експанзия заради американското превъзходство по вода. Той иска конструирането на военни кораби и флотилия от самолетоносачи. Необходима е и флотилия от бомбардировачи като Ту-91, които да разрушат американските кораби. Практически Ту-91 представлява летящ танк, тежко въоръжен и брониран. След смъртта на Сталин, Никита Хрушчов отменя тези планове и се концентрира в разработката на нови МКБР и стратегически ядрени оръжия.